# Dirka po Italiji 1986
Dirka po Italiji 1986 (italijansko Giro d'Italia 1986) je 69. izvedba dirke po Italiji, tritedenske moške cestne kolesarske etapne dirke. Začela se je 12. maja v Palermu in končala 2. junija v Meranu. Sodelovalo je 171 kolesarjev iz 19-ih ekip. Rožnato majico je prvič osvojil Roberto Visentini (Carrera Jeans–Vagabond), drugo mesto Giuseppe Saronni (Del Tongo), tretje pa Francesco Moser (Supermercati Brianzoli). Vijolično majico je osvojil Guido Bontempi (Carrera Jeans–Vagabond), zeleno majico Pedro Muñoz (Fagor), belo majico pa Marco Giovannetti (Gis Gelati).

## Ekipe
- Ariostea–Gres
- Atala–Ofmega
- Carrera Jeans–Vagabond
- Cilo–Aufina–Gemeaz Cusin
- Del Tongo
- Dromedario-Laminox-Fibok
- Ecoflam–Jollyscarpe–BFB Bruciatori–Alfa Lum
- Fagor
- Gis Gelati
- La Vie Claire
- Magniflex–Centroscarpa
- Malvor–Bottecchia–Vaporella
- Murella–Fanini
- Panasonic–Merckx–Agu
- Sammontana–Bianchi
- Santini
- Skala-Skil
- Supermercati Brianzoli
- Vini Ricordi–Pinarello–Sidermec

## Etape
| Etapa | Datum    | Štart/Cilj                    | Razdalja  | Tip       | Tip                  | Zmagovalec                     |           |
| ----- | -------- | ----------------------------- | --------- | --------- | -------------------- | ------------------------------ | --------- |
| P     | 12. maj  | Palermo                       | 1 km      |           | posamični kronometer | Urs Freuler (SUI)              |           |
| 1     | 12. maj  | Palermo – Sciacca             | 140 km    |           | gorska etapa         | Sergio Santimaria (ITA)        |           |
| 2     | 13. maj  | Sciacca – Catania             | 259 km    |           | ravninska etapa      | Jean-Paul van Poppel (NED)     |           |
| 3     | 14. maj  | Catania – Taormina            | 50 km     |           | ekipni kronometer    | Del Tongo                      |           |
| 4     | 15. maj  | Villa San Giovanni – Nicotera | 115 km    |           | gorska etapa         | Gianbattista Baronchelli (ITA) |           |
| 5     | 16. maj  | Nicotera – Cosenza            | 194 km    |           | gorska etapa         | Greg LeMond (USA)              |           |
| 6     | 17. maj  | Cosenza – Potenza             | 251 km    |           | ravninska etapa      | Roberto Visentini (ITA)        |           |
| 7     | 18. maj  | Potenza – Baia Domizia        | 257 km    |           | gorska etapa         | Guido Bontempi (ITA)           |           |
| 8     | 19. maj  | Cellole – Avezzano            | 160 km    |           | gorska etapa         | Franco Chioccioli (ITA)        |           |
| 9     | 20. maj  | Avezzano – Rieti              | 172 km    |           | gorska etapa         | Acácio da Silva (POR)          |           |
| 10    | 21. maj  | Rieti – Pesaro                | 238 km    |           | gorska etapa         | Guido Bontempi (ITA)           |           |
| 11    | 22. maj  | Pesaro – Castiglione del Lago | 207 km    |           | gorska etapa         | Guido Bontempi (ITA)           |           |
| 12    | 23. maj  | Sinalunga – Siena             | 46 km     |           | posamični kronometer | Lech Piasecki (POL)            |           |
| 13    | 24. maj  | Siena – Sarzana               | 175 km    |           | ravninska etapa      | Jean-Paul van Poppel (NED)     |           |
| 14    | 25. maj  | Savona – Sauze d'Oulx         | 236 km    |           | gorska etapa         | Martin Earley (IRL)            |           |
| 15    | 26. maj  | Sauze d'Oulx – Erba           | 260 km    |           | ravninska etapa      | Dag Erik Pedersen (NOR)        |           |
| 16    | 27. maj  | Erba – Foppolo                | 143 km    |           | gorska etapa         | Pedro Muñoz (ESP)              |           |
| 17    | 28. maj  | Foppolo – Piacenza            | 186 km    |           | ravninska etapa      | Guido Bontempi (ITA)           |           |
| 18    | 29. maj  | Piacenza – Cremona            | 36 km     |           | posamični kronometer | Francesco Moser (ITA)          |           |
| 19    | 30. maj  | Cremona – Peio                | 211 km    |           | gorska etapa         | Johan van der Velde (NED)      |           |
| 20    | 31. maj  | Peio – Bassano del Grappa     | 179 km    |           | ravninska etapa      | Guido Bontempi (ITA)           |           |
| 21    | 1. junij | Bassano del Grappa – Bolzano  | 234 km    |           | gorska etapa         | Acácio da Silva (POR)          |           |
| 22    | 2. junij | Merano – Merano               | 108,6 km  |           | ravninska etapa      | Eric Van Lancker (BEL)         |           |
|       | Skupaj   | Skupaj                        | 3858,6 km | 3858,6 km | 3858,6 km            | 3858,6 km                      | 3858,6 km |

## Razvrstitev po klasifikacijah
| Etapa  | Zmagovalec               | Rožnata majica ·         | Vijolična majica ·   | Zelena majica ·   | Bela majica ·        | Ekipno                 |
| ------ | ------------------------ | ------------------------ | -------------------- | ----------------- | -------------------- | ---------------------- |
| P      | Urs Freuler              | Urs Freuler              | brez                 | brez              | brez                 | brez                   |
| 1      | Sergio Santimaria        | Sergio Santimaria        | Urs Freuler          | Jesper Worre      | Stefano Allocchio    | Ariostea–Gres          |
| 2      | Jean-Paul van Poppel     | Jean-Paul van Poppel     | Jean-Paul van Poppel | Jesper Worre      | Jean-Paul van Poppel | Ariostea–Gres          |
| 3      | Del Tongo                | Giuseppe Saronni         | Jean-Paul van Poppel | Jesper Worre      | Flavio Giupponi      | Supermercati Brianzoli |
| 4      | Gianbattista Baronchelli | Gianbattista Baronchelli | Johan van der Velde  | Renato Piccolo    | Flavio Giupponi      | Supermercati Brianzoli |
| 5      | Greg LeMond              | Gianbattista Baronchelli | Johan van der Velde  | Roberto Visentini | Flavio Giupponi      | Supermercati Brianzoli |
| 6      | Roberto Visentini        | Giuseppe Saronni         | Jean-Paul van Poppel | Roberto Visentini | Flavio Giupponi      | Del Tongo              |
| 7      | Guido Bontempi           | Giuseppe Saronni         | Jean-Paul van Poppel | Roberto Visentini | Flavio Giupponi      | Del Tongo              |
| 8      | Franco Chioccioli        | Giuseppe Saronni         | Stefano Colagè       | Gianni Bugno      | Flavio Giupponi      | Del Tongo              |
| 9      | Acácio da Silva          | Giuseppe Saronni         | Stefano Colagè       | Gianni Bugno      | Flavio Giupponi      | Del Tongo              |
| 10     | Guido Bontempi           | Giuseppe Saronni         | Stefano Colagè       | Gianni Bugno      | Flavio Giupponi      | Del Tongo              |
| 11     | Guido Bontempi           | Giuseppe Saronni         | Guido Bontempi       | Gianni Bugno      | Flavio Giupponi      | Del Tongo              |
| 12     | Lech Piasecki            | Giuseppe Saronni         | Guido Bontempi       | Gianni Bugno      | Flavio Giupponi      | Del Tongo              |
| 13     | Jean-Paul van Poppel     | Giuseppe Saronni         | Guido Bontempi       | Gianni Bugno      | Flavio Giupponi      | Del Tongo              |
| 14     | Martin Earley            | Giuseppe Saronni         | Guido Bontempi       | Gianni Bugno      | Flavio Giupponi      | Supermercati Brianzoli |
| 15     | Dag Erik Pedersen        | Giuseppe Saronni         | Guido Bontempi       | Gianni Bugno      | Flavio Giupponi      | Supermercati Brianzoli |
| 16     | Pedro Muñoz              | Roberto Visentini        | Guido Bontempi       | Gianni Bugno      | Marco Giovannetti    | Supermercati Brianzoli |
| 17     | Guido Bontempi           | Roberto Visentini        | Guido Bontempi       | Gianni Bugno      | Marco Giovannetti    | Supermercati Brianzoli |
| 18     | Francesco Moser          | Roberto Visentini        | Guido Bontempi       | Gianni Bugno      | Marco Giovannetti    | Supermercati Brianzoli |
| 19     | Johan van der Velde      | Roberto Visentini        | Guido Bontempi       | Gianni Bugno      | Marco Giovannetti    | Supermercati Brianzoli |
| 20     | Guido Bontempi           | Roberto Visentini        | Guido Bontempi       | Gianni Bugno      | Marco Giovannetti    | Supermercati Brianzoli |
| 21     | Acácio da Silva          | Roberto Visentini        | Guido Bontempi       | Pedro Muñoz       | Marco Giovannetti    | Supermercati Brianzoli |
| 22     | Eric Van Lancker         | Roberto Visentini        | Guido Bontempi       | Pedro Muñoz       | Marco Giovannetti    | Supermercati Brianzoli |
| Skupaj | Skupaj                   | Roberto Visentini        | Guido Bontempi       | Pedro Muñoz       | Marco Giovannetti    | Supermercati Brianzoli |

## Končna razvrstitev
| Legenda | Legenda                                    | Legenda | Legenda                                   |
| ------- | ------------------------------------------ | ------- | ----------------------------------------- |
|         | Predstavlja vodilnega v skupnem seštevku   |         | Predstavlja vodilnega po točkah           |
|         | Predstavlja vodilnega v gorski razvrstitvi |         | Predstavlja najboljšega mladega kolesarja |

### Rožnata majica
| Poz. | Kolesar                 | Ekipa                                       | Čas          |
| ---- | ----------------------- | ------------------------------------------- | ------------ |
| 1    | Roberto Visentini (ITA) | Carrera Jeans–Vagabond                      | 102h 33' 55" |
| 2    | Giuseppe Saronni (ITA)  | Del Tongo                                   | + 1' 02"     |
| 3    | Francesco Moser (ITA)   | Supermercati Brianzoli                      | + 2' 14"     |
| 4    | Greg LeMond (USA)       | La Vie Claire                               | + 2' 26"     |
| 5    | Claudio Corti (ITA)     | Supermercati Brianzoli                      | + 4' 49"     |
| 6    | Franco Chioccioli (ITA) | Ecoflam–Jollyscarpe–BFB Bruciatori–Alfa Lum | + 6' 58"     |
| 7    | Acácio da Silva (POR)   | Malvor–Bottecchia–Vaporella                 | + 7' 12"     |
| 8    | Marco Giovannetti (ITA) | Gis Gelati                                  | + 8' 03"     |
| 9    | Niki Rüttimann (SUI)    | La Vie Claire                               | + 9' 15"     |
| 10   | Pedro Muñoz (ESP)       | Fagor                                       | + 11' 52"    |

### Vijolična majica
| Poz. | Kolesar                   | Ekipa                       | Točke |
| ---- | ------------------------- | --------------------------- | ----- |
| 1    | Guido Bontempi (ITA)      | Carrera Jeans–Vagabond      | 167   |
| 2    | Johan van der Velde (NED) | Panasonic–Merckx–Agu        | 148   |
| 3    | Paolo Rosola (ITA)        | Sammontana–Bianchi          | 115   |
| 4    | Stefano Allocchio (ITA)   | Malvor–Bottecchia–Vaporella | 112   |
| 5    | Stefano Colagè (ITA)      | Dromedario-Laminox-Fibok    | 110   |

### Zelena majica
| Poz. | Kolesar                 | Ekipa                       | Točke |
| ---- | ----------------------- | --------------------------- | ----- |
| 1    | Pedro Muñoz (ESP)       | Fagor                       | 54    |
| 2    | Gianni Bugno (ITA)      | Atala–Ofmega                | 35    |
| 3    | Stefano Giuliani (ITA)  | Supermercati Brianzoli      | 32    |
| 4    | Roberto Visentini (ITA) | Carrera Jeans–Vagabond      | 26    |
| 5    | Renato Piccolo (ITA)    | Malvor–Bottecchia–Vaporella | 16    |
| 5    | Martin Earley (IRL)     | Fagor                       | 16    |

### Bela majica
| Poz. | Kolesar                 | Ekipa                       | Čas          |
| ---- | ----------------------- | --------------------------- | ------------ |
| 1    | Marco Giovannetti (ITA) | Gis Gelati                  | 102h 41' 58" |
| 2    | Stefano Colagè (ITA)    | Dromedario-Laminox-Fibok    | + 7' 58"     |
| 3    | Primož Čerin (YUG)      | Malvor–Bottecchia–Vaporella | + 18' 31"    |
| 4    | Bruno Bulić (YUG)       | Magniflex–Centroscarpa      | + 35' 32"    |
| 5    | Maurizio Conti (ITA)    | Santini                     | + 55' 16"    |

### Ekipna razvrstitev
| Poz. | Ekipa                  | Čas          |
| ---- | ---------------------- | ------------ |
| 1    | Supermercati Brianzoli | 305h 33' 43" |
| 2    | Carrera Jeans–Vagabond | + 22' 47"    |
| 3    | La Vie Claire          | + 24' 06"    |

### Modra majica
| Poz. | Kolesar                 | Ekipa                       | Točke |
| ---- | ----------------------- | --------------------------- | ----- |
| 1    | Guido Bontempi (ITA)    | Carrera Jeans–Vagabond      | 52    |
| 2    | Pedro Muñoz (ESP)       | Fagor                       | 38    |
| 3    | Eric Vanderaerden (BEL) | Panasonic–Merckx–Agu        | 30    |
| 4    | Roberto Visentini (ITA) | Carrera Jeans–Vagabond      | 26    |
| 5    | Acácio da Silva (POR)   | Malvor–Bottecchia–Vaporella | 25    |

### Premio dell'Agonismo
| Poz. | Kolesar                 | Ekipa                    | Točke |
| ---- | ----------------------- | ------------------------ | ----- |
| 1    | Dante Morandi (ITA)     | Atala–Ofmega             | 12    |
| 2    | Mario Noris (ITA)       | Atala–Ofmega             | 11    |
| 3    | Eric Vanderaerden (BEL) | Panasonic–Merckx–Agu     | 10    |
| 4    | Ludo De Keulenaer (BEL) | Panasonic–Merckx–Agu     | 10    |
| 5    | Mario Vitali (ITA)      | Cilo–Aufina–Gemeaz Cusin | 8     |

### Traguardi fiat uno
| Poz. | Kolesar                 | Ekipa                       | Točke |
| ---- | ----------------------- | --------------------------- | ----- |
| 1    | Eric Van Lancker (BEL)  | Panasonic–Merckx–Agu        | 20    |
| 2    | Roberto Visentini (ITA) | Carrera Jeans–Vagabond      | 14    |
| 3    | Greg LeMond (USA)       | La Vie Claire               | 12    |
| 4    | Acácio da Silva (POR)   | Malvor–Bottecchia–Vaporella | 10    |
| 5    | Pedro Muñoz (ESP)       | Fagor                       | 6     |

### Trofeo del 90 anni
| Poz. | Kolesar                   | Ekipa                  | Točke |
| ---- | ------------------------- | ---------------------- | ----- |
| 1    | Teun van Vliet (NED)      | Panasonic–Merckx–Agu   | 21    |
| 2    | Eric Vanderaerden (BEL)   | Panasonic–Merckx–Agu   | 12    |
| 3    | Patrizio Gambirasio (ITA) | Santini                | 11    |
| 4    | Daniele Asti (ITA)        | Magniflex–Centroscarpa | 10    |
| 5    | Jesper Worre (DEN)        | Santini                | 7     |